# 倉持良子
倉持 良子（くらもち りょうこ、1974年12月17日 - ）は、日本の女優・声優。東京都出身。

## 来歴
1994年東京アナウンス学院放送声優科卒業。1996年映像テクノアカデミア卒業。1998年昴演劇学校卒業。同年江崎プロダクション養成所入所。2000年にマウスプロモーション所属。2012年6月所属を離れフリーに。

## 人物
趣味・特技は歌、ジャズダンス、タップダンス、フェンシング。

## 出演作品

### テレビアニメ
2002年
- パタパタ飛行船の冒険（女教師[6]）

2003年
- ギルガメッシュ（コンシェルジュ、キャスター）

2004年
- NARUTO -ナルト-（子供）
- 風人物語（受付おばさん）
- 無人惑星サヴァイヴ（同級生2）
- 妄想代理人

2005年
- 銀盤カレイドスコープ（近所のおばさん）
- NARUTO -ナルト-（木ノ葉の生徒、コウタ）

2006年
- NARUTO -ナルト-（海女さん）

### OVA
1994年
- チャイルドアニメ絵本館

1996年
- 学校の幽霊2（晶子）

### 劇場アニメ
1996年
- ルパン三世 DEAD OR ALIVE

2004年
- NITABOH 仁太坊-津軽三味線始祖外聞

### ゲーム
2003年
- SNOW

2004年
- 3年B組金八先生 伝説の教壇に立て!（竹内直美）

2005年
- サクラ大戦V 〜さらば愛しき人よ〜（バーバラ）

### ドラマCD
2005年
- AQUA Drama CD（ウンディーネ）

### 吹き替え

#### 映画
- アイス・プリンセス
- クルーエル・インテンションズ3
- デッドコースター（イザベラ・ハドソン（DVD版））
- トレマーズ3（観光客（母親））
- ブラック・ダイヤモンド
- ホワイト・オランダー（アン）
- マルホランド・ドライブ（12号室の女）
- ライフ・アクアティック

#### テレビドラマ
- ER X 緊急救命室（放射線医）
- エコモダ〜愛と情熱の社長室（マリアナ・バルデス）
- グレイズ・アナトミー 恋の解剖学
- 24 -TWENTY FOUR-（シーズン1）
- ベティ〜愛と裏切りの秘書室（マリアナ・バルデス）

#### アニメ
- X-MEN エボリューション（ストーム）
- ジャスティス・リーグ

### 舞台
- 花子（花子）
- ハムレット（オフィーリア）
- 銘々のテーブル（シヴィル）
- ロミオとジュリエット（乳母）
- ロング・クリスマスディナー（ジェネビープ）